# Nové Zámky (zámek, Dolní Olešnice)
Nové Zámky (též Nový zámek) je zámek u Dolní Olešnice v okrese Trutnov v Královéhradeckém kraji. Nachází se na návrší nad pravým břehem Labe u osady Vestřev. Zámek byl založen koncem 16. století Valdštejny. Během třicetileté války jej získali Lamboyové z Desenersu, ale od druhé poloviny 17. století se majitelé často střídali. V roce 1799 zámek koupili Deymové ze Stříteže, kterým zůstal až do 20. století a kteří jej přestavěli do dochované podoby. Zámecký areál s anglickým parkem je chráněn jako kulturní památka.

## Historie
Renesanční zámek po roce 1590 založil Jindřich z Valdštejna. Dokončení stavby se nedožil, protože zemřel v roce 1600. Zdědila jej vdova Magdaléna z Donína s jejich dětmi Kateřinou a Zdeňkem z Valdštejna. Panství za ně spravoval Hanibal z Valdštejna. Stavba zámku skončila nejspíše v letech 1607–1608, protože v roce 1607 Hanibal v přídomku používal spojení „na novém zámku“. Krátce poté, v roce 1611, se poprvé objevuje označení sídla jako Nové Zámky. Do té doby byla budova nazývána olešnickým zámkem.
Zdeněk z Valdštejna dospěl a po roce 1615 převzal správu majetku. Za účast na stavovském povstání v letech 1618–1620 byl 5. listopadu 1622 odsouzen ke konfiskaci poloviny majetku, do které patřil olešnický zámek se čtyřmi vesnicemi a dalším příslušenstvím. Následujícího roku konfiskát koupil za 49 442 zlatých a 51 krejcarů Albrecht z Valdštejna a připojil jej k frýdlantskému knížectví. Dne 29. února 1624 však Albrecht Olešnici prodal jako manství zpět Zdeňkovi. Po jeho smrti Albrecht olešnický statek zabral a vdově Anně Marii, rozené Libštejnské z Kolovrat, přenechal statek Sloupno. Olešnici s Chotěvicemi a Brusnicí prodal 22. března 1633 jako léno svobodnému pánovi Vilému Lamboyovi z Desenersu jako splátku za jeho vojenské služby.
Po Albrechtově smrti Vilém Lamboy dosáhl 19. května 1640 za 8 960 zlatých propuštění olešnického statku z manského závazku do dědičného vlastnictví, a protože od roku 1635 vlastnil Hostinné, spojil oba statky do jednoho panství. Mezitím byl povýšen do panského stavu (1638) a v roce 1640 do hraběcího. Zemřel nejspíše koncem roku 1659 a za nezletilé děti majetek spravovala vdova Sibyla Lamboyová, po níž je v roce 1664 převzal syn Jan Lambert. Svému panství vládl jen pět let, protože 25. února 1669 zemřel. Poručnicí nezletilého syna se stala nejprve vdova Anna Františka z Martinic, ale když se roku 1672 podruhé vdala, musela se poručnictví zříct, a to po ní opět převzala Sibyla Lamboyová, vdova po Vilémovi. Jediným dědicem byl Jan Maxmilián Bernart, ale zemřel ještě před dosažením dospělosti. Veškerý majetek proto v roce 1682 zdědily děti Anny Františky z druhého manželství. Sibila i Anna Františka však měly na panství zapsané věno, a proto soud roku 1684 rozhodl, že Sibila dostane Hostinné a Anna Františka Olešnici. Děti Anny Františky tak musely oba podíly vyplatit.
Novými majiteli se po roce 1669 stali Kinští, ale další vlastníci zámku se často střídali až do roku 1799, kdy panství koupil hrabě František Deym ze Stříteže, jehož rodině patřil až do 20. století. Deymové využívali jen menší část budovy a většina prostor sloužila potřebám úředníků. Ve druhé polovině 20. století v zámku fungovala oční léčebna.
Majitelem zámku je prostřednictvím firmy Great Parkland s.r.o. ruský podnikatel Alexej Zacharov (dle záznamu v katastru nemovitostí údaj platný ke konci května 2024). Ten po koupi zámku v roce 2007 začal skupovat i okolní pozemky a terorizoval majitele sousedního zahradnictví. Nakonec ho brutálně zbila Zacharovova ochranka. Podle tohoto příběhu vznikl v roce 2024 film Zahradníkův rok režiséra Jiřího Havelky s Oldřichem Kaiserem v hlavní roli.
V polovině května 2025 se na realitním serveru Sreality.cz objevila nabídka prodeje zámeckého areálu a přilehlých pozemků o rozloze dalších 393157 m². Ruský majitel Nových Zámků za tyto nemovitosti údajně požaduje 375 milionů korun.

## Stavební vývoj
Jednopatrový renesanční zámek měl dvě křídla, z nichž delší v severojižním směru mělo v přízemí spojovací chodbu a v prvním patře arkády. V nároží kratšího křídla stála šestiboká věž, v jejímž přízemí bývala kaple. K zámku patřilo i zemní opevnění tvořené příkopem a valem, ale to bylo postavené jen na jižní a východní straně. Zámecký areál zpřístupňovaly brány v severovýchodním nároží u domku vrátného a písaře (čp. 113) a na východní straně v blízkosti věže. Podle zprávy z roku 1684 měl zámek čtyři sklepy s lednicí a křížové klenby v přízemních místnostech. Hlavní obytné pokoje se nacházely v prvním patře a místnosti nad nimi už zasahovaly do prostoru mansardové střechy.
Arkády a chodby byly zazděny nejspíše na přelomu 17. a 18. století. Během 18. století bylo okolí zámku na východní a severní straně upraveno na park a v polovině téhož století u něj byla také malá okrasná zahrada. Její součástí byla barokní sochařská výzdoba. Jižní křídlo postavili v letech 1880–1890 až Deymové. Klenutý průjezd spojil nově vzniklý dvůr s terasou, ale přestavba a další úpravy v roce 1929 potlačily renesanční charakter budovy.